# كايتو كاميا
كايتو كاميا (باليابانية: 神谷凱士) هو لاعب كرة قدم ياباني، ولد في 16 يونيو 1997.

## وصلات خارجية
- كايتو كاميا على موقع رابطة كرة القدم اليابانية للمحترفين (اليابانية)
- كايتو كاميا على موقع إي إس بي إن إف سي (الإنجليزية)
- كايتو كاميا على موقع قاعدة بيانات كرة القدم.إي يو (الإنجليزية)
- كايتو كاميا على موقع Soccerbase.com (لاعب) (الإنجليزية)
- كايتو كاميا على موقع Soccerway.com (الإنجليزية)
- كايتو كاميا على موقع عالم كرة القدم.نت (الإنجليزية)